# Jan Kounen
Jan Kounen (ur. jako Jan Coenen 2 maja 1964 w Utrechcie) – francuski reżyser filmowy (m.in. Doberman z 1997, Inne światy – Ayahuasca z 2004, Chanel i Strawiński z 2009).